# Edmond-Joseph Massicotte
Edmond-Joseph Massicotte (1er décembre 1875 à Sainte-Cunégonde, près de Montréal, Québec, Canada - 1er mars 1929 à Sault-au-Récollet à Montréal) est un illustrateur québécois des traditions populaires, frère de l'historien, archiviste et journaliste Édouard-Zotique Massicotte (1867-1947).

## Biographie
Edmond-Joseph Massicotte est le fils d'Édouard Massicotte, cordonnier, et d'Adèle Bertrand. Il est le frère cadet d'Édouard-Zotique Massicotte.  En 1914, il épousa Aldine Émond et ils eurent une fille, Cécile. Il est mort le 1er mars 1929 à Sault-au-Récollet.

### Formation
Il fait des études commerciales et ses premiers cours de dessin et de peinture au collège des Frères des écoles chrétiennes à Sainte-Cunégonde.
De 1892 à 1895 environ, il fut l'élève d'Edmond Dyonnet (1859-1954) au Conseil des arts et manufactures de la province de Québec, à Montréal et de William Brymner (1855-1925) à l'école de l'Association des arts de Montréal. L’artiste commence alors à faire des illustrations publiées dans des périodiques tels que Le Monde illustré et L'Almanach du peuple sous forme de tableaux dépeignant la vie traditionnelle québécoise à la campagne. 
Son œuvre est graphique, sous le signe du terroir et essentiellement folklorique. Il fut influencé par le style international appelé Art nouveau. Attaché au mouvement symbolique européen, par son style il rendait hommage à la vie rustique de façon nostalgique et spirituelle. Ses illustrations ont suscité l’admiration de nombreux Québécois et sont devenues des images symboliques qui gardent en mémoire ses efforts pour assurer l’exactitude des détails.

### Notoriété
Sous l’influence de l’Art nouveau français qu’il admirait, il s’inspira de plusieurs illustrations de Charles Dana Gibson(1867-1944) et Charles Stanley Reinhart (1844-1896) tous deux américains et du côté français Alfons Mucha (1860-1939,Tchèque d’origine), Gustave Henri Marchetti (1873-1938) et Jean-André Castaigne (1861-1929) et enfin son compatriote peintre de genre Henri Julien (1852-1908) qui a balisé sa voie.
À l’époque, plusieurs de ses illustrations ont été publiées dans des journaux et des périodiques  de Montréal : Le Monde illustré, Le Canard, Le Passe-temps, L'Album universel et L'Almanach du peuple Beauchemin.
Il illustra aussi plusieurs livres du terroir :
- Wenceslas-Eugène Dick, "Un drame au Labrador", Montréal, Leprohan et Leprohan
- Pamphile Lemay, "Contes vrais", Le Soleil
- Edouard-Zotique Massicotte, "Conteurs canadiens-français du XIXe siècle"
- Les frères du Sacré-Cœur, "Livre de lecture courante des Frères du Sacré-Cœur"
- Laure Conan, "A l'œuvre et à l'épreuve"
- Frère Marie-Victorin, "Récits laurentiens", Montréal, Les Frères des écoles chrétiennes.

Edmond-Joseph Massicotte devient le principal interprète de la vie traditionnelle canadienne-française.  Sa notoriété est essentiellement fondée sur les douze photogravures, chacune accompagnée d’un commentaire littéraire, qu’il a publiées en 1923 sous le titre de Nos Canadiens d’Autrefois.  Plusieurs de ses gravures et ses dessins ont été acquis par le Musée national des beaux-arts du Québec

## Son œuvre
L’œuvre de Massicotte est divisée en deux périodes :

### Période de l’Art nouveau(Modernisme)
Influencé par l’Art nouveau  en début de carrière, dont un des traits caractéristiques est le culte de la ligne, il apprivoisa un modernisme utile à son art d’illustrateur.  Ses œuvres ont souvent servi à la réalisation d’annonces publicitaires, à l’illustration littéraire, à des caricatures humoristiques et à des illustrations et des impressions de spectacles prises sur le vif (Le Théâtre illustré).

### Période de réalisme traditionnel classique (Passéisme)

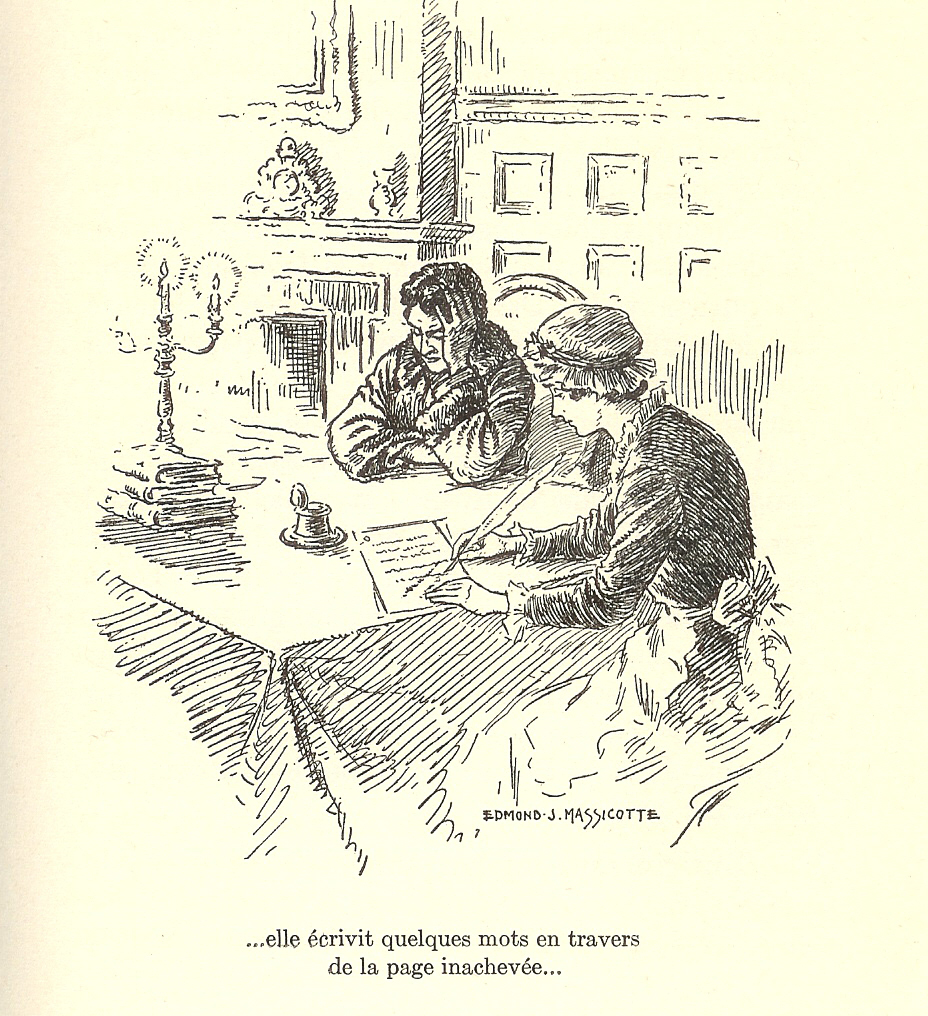
Une illustration de la période passéiste de Edmond-Joseph Massicotte tirée des Récits laurentiens du frère Marie-Victorin

Dès 1909 l’aventure de l’Art nouveau était terminée pour lui.  Il fut séduit par le réalisme traditionaliste d’Henri Julien.  Alors, une volonté de synthèse entre le moderne et l’ancien s’imposa. La mort d’Henri Julien en 1909 provoque chez lui une quête d’authenticité culturelle. Il atteint le sommet de son art par une élégante simplicité, une facture unique, lui permettant d’atteindre l’âme d’un Québec en plein changement.
Recueil  - "Nos Canadiens d’autrefois" (1923)
La séquence de ses gravures dans l’ordre chronologique sont :
- Le Mardi gras à la campagne (1911)
- La Bénédiction du jour de l’An (1912)
- Le Réveillon de Noël (1913)
- La Visite de la quête de l’Enfant-Jésus (1914)
- Une veillée d’autrefois (1915)
- Le Saint-Viatique à la campagne (1916)
- Une épluchette de blé d’Inde (1917)
- Les Sucres (1918)
- Le Retour de la messe de Minuit (1919)
- La Fournée du bon vieux temps (1920)
- L’Angélus (1921)
- Une noce d’autrefois (1922)

Cinq gravures se sont rajoutées au répertoire dans un second volume du recueil avant la mort de l'illustrateur en 1929 :
- La Prière en famille (1924)
- Un magasin général de jadis (1925)
- Le Traditionnel Gâteau des rois (1926)
- Une messe de Minuit dans un chantier d’autrefois (1927)
- La Visite du jour de l’An au temps passé (1928)

Ses œuvres sont ou ont été exposées aux endroits suivants :
- Musée Louis-Hémon (Péribonka, Québec)
- Bac (Bibliothèque et Archives Canada), division de l’Art documentaire et de photographie
- Musée de la Ville de Lachine, Québec
- Musée national des beaux-arts du Québec, Québec (ville)
- Musée Pierre-Boucher (Trois-Rivières, Québec)
- Musée d’Art de Joliette, Québec
- Musée McCord d’histoire canadienne de Montréal, Québec
- Galerie L'Art français, Montréal[7]

## Citations sur Edmond-Joseph Massicotte
- « Dans l'ensemble, son œuvre constitue un témoignage unique sur le Québec en plaine transition vers la modernité.  Un Québec déchiré, comme l'était Massicotte lui-même, entre hier et demain. » (David Karel)
- « Se mettant en devoir de ne rien laisser au hasard, il pratiquera le croquis d'observation comme une discipline scientifique : aucun détail de ses grandes compositions n'aura été inventé, malgré l'aspect construit de l'ensemble. Ces compositions avaient valeur de "Musée national" aux yeux d'un contemporain, étant "longuement élaborées, chacune ayant fait objet de minutieuses enquêtes, chacune ayant occasionné de nombreux déplacements". » (Raphaël Ouimet, Biographies canadiennes-françaises, p. 273)

## Hommages
La rue Edmond-Massicotte a été nommée en son honneur dans la ville de Sainte-Foy  en 1985. Cette rue est maintenant présente dans la ville de Québec.